# Župkov (potok)
Župkov je potok v Horním Pohroní ve východní části okresu Brezno. Je dlouhý 3,4 km a je tokem III. řádu.

## Vodní režim
Pramení ve Stolických vrších. Do Hronu se vlévá zleva u osady Červená Skala v nadmořské výšce přibližně 792 m.